# Akiko Hajakawaová
Akiko Hajakawaová (japonsky 早川 明子) je bývalá japonská fotbalistka.

## Reprezentační kariéra
Za japonskou reprezentaci v letech 1987 až 1988 odehrála 2 reprezentační utkání.

## Statistiky
| Japonsko | Japonsko | Japonsko |
| Roky     | Záp.     | Góly     |
| -------- | -------- | -------- |
| 1987     | 1        | 0        |
| 1988     | 1        | 0        |
| Celkem   | 2        | 0        |